# Agonopterix banatica
Agonopterix banatica is een vlinder uit de familie grasmineermotten (Elachistidae). De wetenschappelijke naam is voor het eerst geldig gepubliceerd in 1965 door Georgesco.
De soort komt voor in Europa.